# Quentin Bigot
Quentin Bigot (* 1. Dezember 1992 in Hayange, Département Moselle) ist ein französischer Leichtathlet, der sich auf den Hammerwurf spezialisiert hat. 2019 gewann er bei den Weltmeisterschaften in Doha die Silbermedaille.

## Sportliche Laufbahn
Quentin Bigot stammt aus dem Nordosten Frankreichs. Er lebt und trainiert in Metz. Seit 2009 tritt er in Wettkämpfen auf internationaler Ebene auf. Ihm gelang die Qualifikation zu den U18-Weltmeisterschaften im italienischen Brixen. Dort scheiterte er allerdings als Siebter in seiner Qualifikationsgruppe und landete final auf dem 13. Platz. Ein Jahr später nahm er an den U20-Weltmeisterschaften im kanadischen Moncton teil. In dieser Altersklasse erhöhte sich das Gewicht des Hammers von 5 auf 6 Kilogramm. Dennoch warf er mehr als 6 Meter weiter als ein Jahr zuvor und belegt damit Platz 7 im Finale.
Ein weiteres Jahr später feierte er seinen ersten großen Erfolg mit seinem Sieg bei den U20-Europameisterschaften in Tallinn. Er warf im Finale 78,45 m. 2012 stieg er dann in die Herrenkonkurrenz, mit Wurfgewicht 7,26 kg, ein. Ihm gelang die Qualifikation zu den Europameisterschaften in Helsinki und den Olympischen Spielen in London. In beiden Wettkämpfen belegte er jeweils den 24. Platz, wenngleich er bei Olympia noch rund zwei Meter weiter warf als zuvor bei den Europameisterschaften. 2013 warf er bei den Weltmeisterschaften in Moskau 74,98 m und verpasste damit als 13. knapp den Einzug in das Finale der zwölf Besten. Zuvor gewann er bei den U23-Europameisterschaften in Tampere die Bronzemedaille mit glatten 74 Metern.
Im Juli 2014 wurde er wegen Dopings für vier Jahre (davon zwei auf Bewährung) suspendiert. Zuvor stellte er im Frühjahr mit 78,58 m eine neue Bestleistung auf.
2017 trat er bei den Weltmeisterschaften in London erstmals wieder bei internationalen Meisterschaften auf. Dort qualifizierte er sich als Zweiter in seiner Qualifikationsgruppe. Im Finale kam er auf 77,67 m, die am Ende Platz 4 bedeuteten. Bei den Europameisterschaften 2018 in Berlin scheiterte er bereits in der Qualifikation. Bei den Weltmeisterschaften 2019 in Doha erzielte er mit dem Gewinn der Silbermedaille seinen bislang größten sportlichen Erfolg. Mit 78,19 m warf er genau einen Zentimeter weiter als der drittplatzierte Ungar Bence Halász. 2021 steigerte er sich Anfang Juni in Turku auf 79,70 m und qualifizierte sich damit, zum zweiten Mal nach 2012, für die Olympischen Sommerspiele. In Tokio qualifizierte er sich für das Finale. Darin warf er mit 79,39 m die zweitgrößte Weite seiner Karriere und belegte damit den fünften Platz. Anfang Juni 2022 steigerte er seine Bestweite auf 80,55 m. Im Juli trat er bei den Weltmeisterschaften in den USA an. Nachdem er 2019 die Silbermedaille gewinnen konnte, erreichte er diesmal erneut das Finale. Mit der zweitgrößten Weite seiner Karriere von 80,24 m, verpasste er darin als Vierter nur knapp die Medaillenränge. Kurz darauf trat er bei den Europameisterschaften in München an. Dort belegte nach dem Finale den siebten Platz.

## Wichtige Wettbewerbe
| Jahr                   | Veranstaltung             | Ort                    | Platz                  | Disziplin              | Weite                  |
| Startet für Frankreich | Startet für Frankreich    | Startet für Frankreich | Startet für Frankreich | Startet für Frankreich | Startet für Frankreich |
| ---------------------- | ------------------------- | ---------------------- | ---------------------- | ---------------------- | ---------------------- |
| 2009                   | U18-Weltmeisterschaften   | Brixen                 | 13.                    | Hammerwurf             | 65,33 m (5 kg)         |
| 2010                   | U20-Weltmeisterschaften   | Moncton                | 7.                     | Hammerwurf             | 71,51 m (6 kg)         |
| 2011                   | U20-Europameisterschaften | Tallinn                | 1.                     | Hammerwurf             | 78,45 m (6 kg)         |
| 2012                   | Europameisterschaften     | Helsinki               | 24.                    | Hammerwurf             | 70,78 m                |
| 2012                   | Olympische Spiele         | London                 | 24.                    | Hammerwurf             | 72,42 m                |
| 2013                   | U23-Europameisterschaften | Tampere                | 3.                     | Hammerwurf             | 74,00 m                |
| 2013                   | Weltmeisterschaften       | Moskau                 | 13.                    | Hammerwurf             | 74,98 m                |
| 2017                   | Weltmeisterschaften       | London                 | 4.                     | Hammerwurf             | 77,76 m                |
| 2018                   | Europameisterschaften     | Berlin                 | 16.                    | Hammerwurf             | 72,73 m                |
| 2019                   | Weltmeisterschaften       | Doha                   | 2.                     | Hammerwurf             | 78,19 m                |
| 2021                   | Olympische Sommerspiele   | Tokio                  | 5.                     | Hammerwurf             | 79,39 m                |
| 2022                   | Weltmeisterschaften       | Eugene                 | 4.                     | Hammerwurf             | 80,24 m                |
| 2022                   | Europameisterschaften     | München                | 7.                     | Hammerwurf             | 77,48 m                |

## Leistungsentwicklung
- 2010: 64,81 m
- 2011: 72,71 m
- 2012: 78,28 m
- 2014: 78,58 m
- 2021: 79,70 m
- 2022: 80,55 m